# 長澤りお
長澤 りお（ながさわ りお）は、日本のAV女優。バンビプロモーション所属。
身長:165cm。スリーサイズ:B85(D)・W60・H86cm。

## 略歴・人物
2009年にAVデビュー。

## 出演作品

### アダルトビデオ
2009年
- ラバーガール・フィーチャリング・メッシーファン Vol.1（6月12日、SUPER SONIC SATELLITES）
- 逆レイププロレス 壱（6月12日、SUPER SONIC SATELLITES）
- M格闘 関節技ドミネーション Vol.1（7月10日、SUPER SONIC SATELLITES）
- ザ・カメラテスト 68 みんなこういう事するんですか? あ〜もれてるもれてる やめて…頭がおかしくなっちゃう（7月31日、アテナ映像）
- レズxレイプ Fight! 05（8月5日、Feti-Feast）
- 素人お姉さま 初脱ぎなのに噴いちゃいました（8月15日（レンタル） / 9月4日（セル）、クリスタル映像）
- 淫獄 MIX Fight! 01（9月4日、Feti-Feast）
- ディープスロートごっくんクリニック（9月19日、SODクリエイト）
- 絞め喉頸が爪痕に窺い暴戻 03（10月10日、tenbaku）
- 女子ボクシングNEO 8（10月16日、バトル）
- ヒロイン陵辱プロレス ACT.1 ピーチエルフ&アップルエルフ（10月16日、バトル）
- 身長172cm!! 高身長モデルと対決! ○○と対決! ミックスドミネーションシリーズ VOL.2（10月23日、アキバコム制作部）
- オフィスレディー M奴隷 4（10月30日（レンタル） / 11月13日（セル）、LEO）
- エロ教師（11月30日（レンタル） / 2010年1月8日（セル）、LEO）
- 格闘ゲームヒロイン エンペラーオブファイターズ（12月11日、GIGA）
- レズビアン ベロちゅ〜（12月19日、イエロー）

2010年
- ちんぐり返し アナル舐め手コキ 4（1月19日、イエロー）
- 上は制服 下はブルマ（2月4日、ディープス）
- 続・腹パンチ対決 03（2月12日、ギャロップ）
- 美人ナースが逃げる! 大人のお医者さん鬼ごっこ!! 〜逃げきりゃ賞金100万円! 捕まりゃ凄すぎる罰ゲーム!〜（3月4日、ディープス）
- プロレスリング02（3月12日、ギャロップ）
- 手コキでべろちゅ〜 10（3月19日、イエロー）
- The SEX 5（4月30日（レンタル） / 5月7日（セル）、LEO）